# Larry Van Kriedt
Larry Van Kriedt (San Francisco, 4 luglio 1954) è un bassista e sassofonista statunitense e facente parte dei primi AC/DC.
Dopo essersi trasferito nel 1969 in Australia, viene reclutato da Malcolm Young per la sua nuova band rock nel 1973.
L'esperienza con gli AC/DC dura però pochi mesi e Van Kriedt decide di discostarsi dal mondo rock per dedicarsi quasi completamente a progetti jazz e sperimentali.